# ОЦ-35
ОЦ-35 — модификация советского пистолета ПМ, на который установлен дульный тормоз-компенсатор длиной 18 мм, позволяющий стрелять как штатными патронами 9×18 мм ПМ, так и патронами повышенной мощности 9×18 мм ПММ. Высокая эффективность тормоза-компенсатора позволяет быстро восстанавливать точное прицеливание для очередного выстрела при интенсивной стрельбе за счёт уменьшения подброса ствола — основного недостатка ПМ при стрельбе как старыми, так и новыми патронами.